# Acrochordum evae
Acrochordum evae är en mångfotingart som beskrevs av Imre Loksa 1960. Acrochordum evae ingår i släktet Acrochordum och familjen Trachygonidae. Inga underarter finns listade i Catalogue of Life.